# باري ريان (مغني)
باري ريان (بالإنجليزية: Barry Ryan)‏ هو مغني ومصور بريطاني، ولد في 24 أكتوبر 1948 في ليدز في المملكة المتحدة.

## وصلات خارجية
- باري ريان على موقع IMDb (الإنجليزية)
- باري ريان على موقع ميوزك برينز (الإنجليزية)
- باري ريان على موقع أول ميوزيك (الإنجليزية)
- باري ريان على موقع ديسكوغز (الإنجليزية)